# Капидзоне
Капидзо̀не (на италиански: Capizzone; на ломбардски: Capizzù, Капидзу) е село и община в Северна Италия, провинция Бергамо, регион Ломбардия. Разположено е на 654 m надморска височина. Населението на общината е 1239 души (към 2017 г.).